# Eudule simulans
Eudule simulans är en fjärilsart som beskrevs av W. Warren 1904. Eudule simulans ingår i släktet Eudule och familjen mätare. Inga underarter finns listade i Catalogue of Life.